# Sima de las Cotorras
A Sima de las Cotorras (spanyol nevének jelentése: barátpapagájok víznyelője) egy hatalmas, látványos víznyelő a mexikói Chiapas államban. Kedvelt turisztikai célpont.

## Leírás
A kör keresztmetszetű, 160–180 méter átmérőjű, 125–140 méter mély víznyelő Mexikó legdélebbi államának, Chiapasnak a nyugati részén található Ocozocoautla de Espinosa község területén, Piedra Parada település közelében, az Ocote nevű bioszféra-rezervátum területén.
Körülbelül 20 méterrel a perem alatt a falon 33 ősi sziklarajz található, közülük is kiemelkednek a vörös és fekete színekkel megfestett kezek, de vannak geomertikus minták (például körök és csigavonalak), valamint emberi és állati alakok is. Ezeket a felkészült turisták kötélen leereszkedve tekinthetik meg, sőt, ugyanígy a víznyelő aljára (ahol barlangok nyílnak) is le lehet jutni.
A helyszín legkönnyebben Ocozocoautla de Espinos településről közelíthető meg, ahonnan észak-északnyugat (Ocuilapa) felé elindulva érhető el Piedra Parada falu. Innen 18 km földes-köves úton közelíthető meg a víznyelő. Az idelátogatók számára kilátót is építettek, van parkoló, vendéglő, sátrazóhely, tűzrakóhely, és két darab, négyszobás szálláshely is.

## Élővilág
Ahogy a környezetében, úgy a víznyelő legalján is fák állnak, köztük olyan fajok, amelyek a lyukon kívül nem találhatók meg a környéken. A leggyakoribb növényfajok a cahsban, a molinillo, a rágógumifa, a vörös mombin, a flor de corazón, a mahagóni, az orchidák, a piñuela, és a füge. Állatvilágából a legszembetűnőbb a víznyelőben élő rengeteg zöld színű barátpapagáj (spanyolul cotorra), amelyről a képződmény a nevét is kapta. Ezeknek a madaraknak százai vagy ezrei reggel spirál alakban szállva csapatostul kirajzanak, majd éjszakára visszatérnek búvóhelyükre. Rajtuk kívül a környéken az Ortalis nembe tartozó madarak, karvalyok, baglyok és prérifarkasok a jellemző állatok.

## Képek

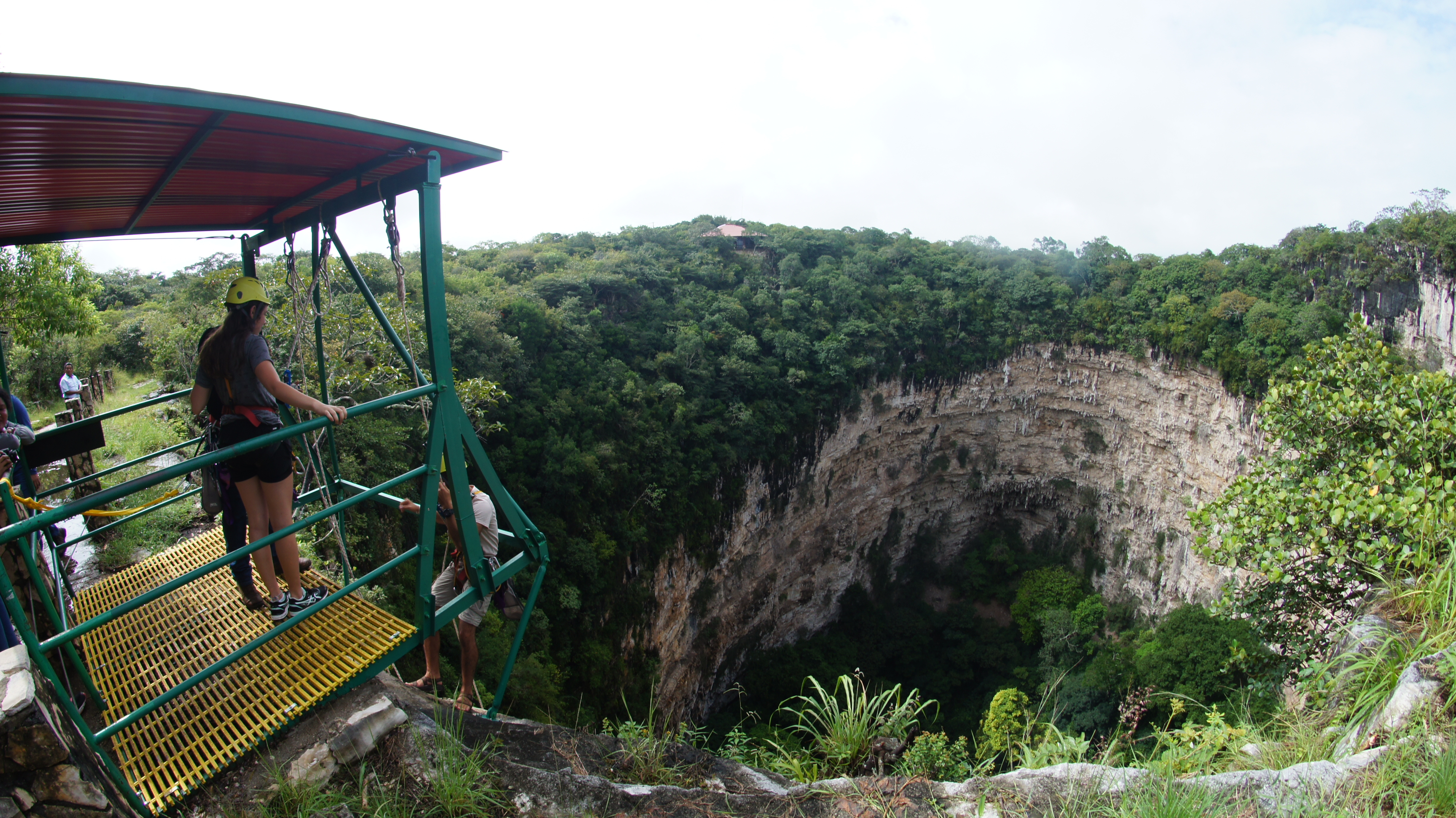
A kilátó és a víznyelő
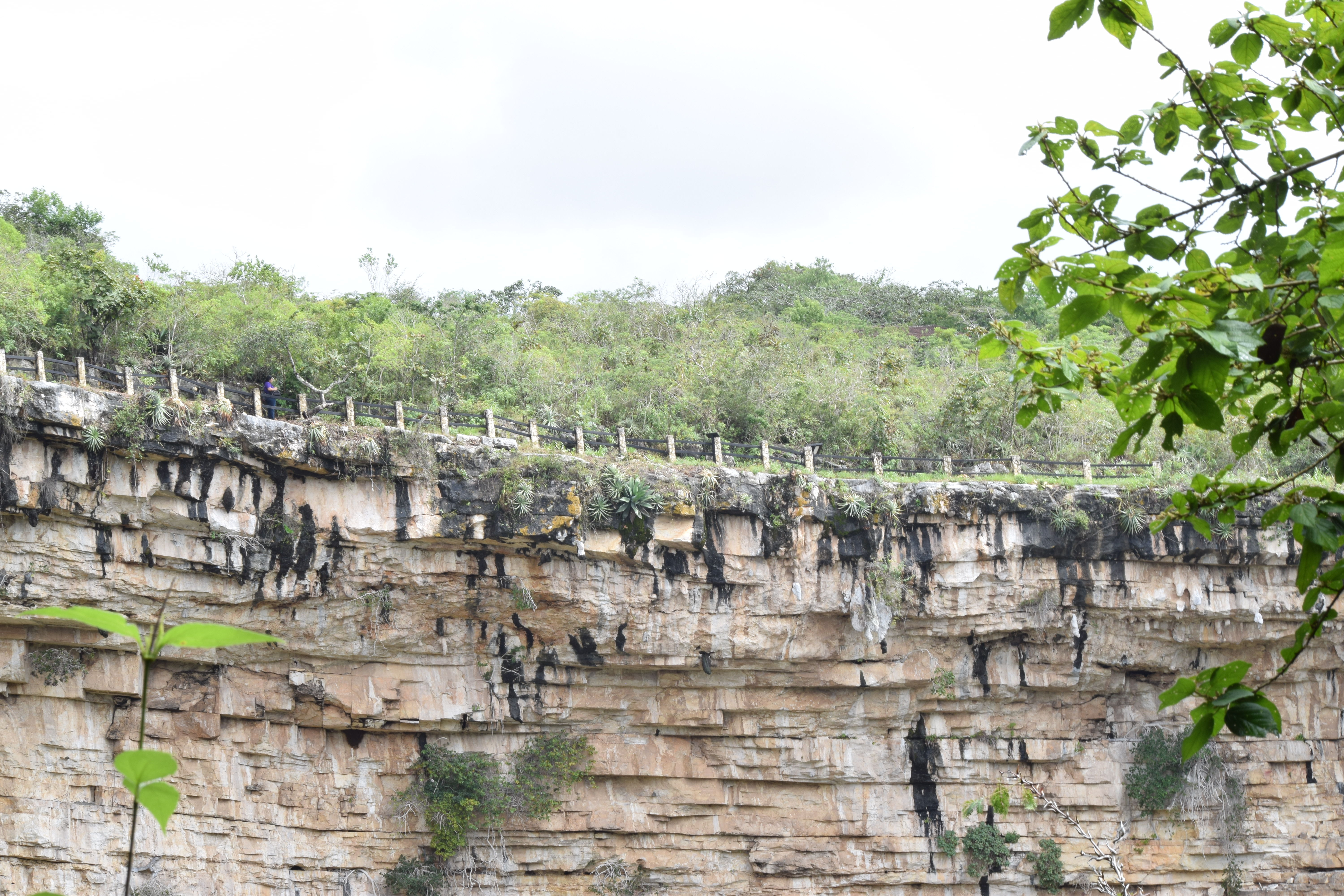
Pereme
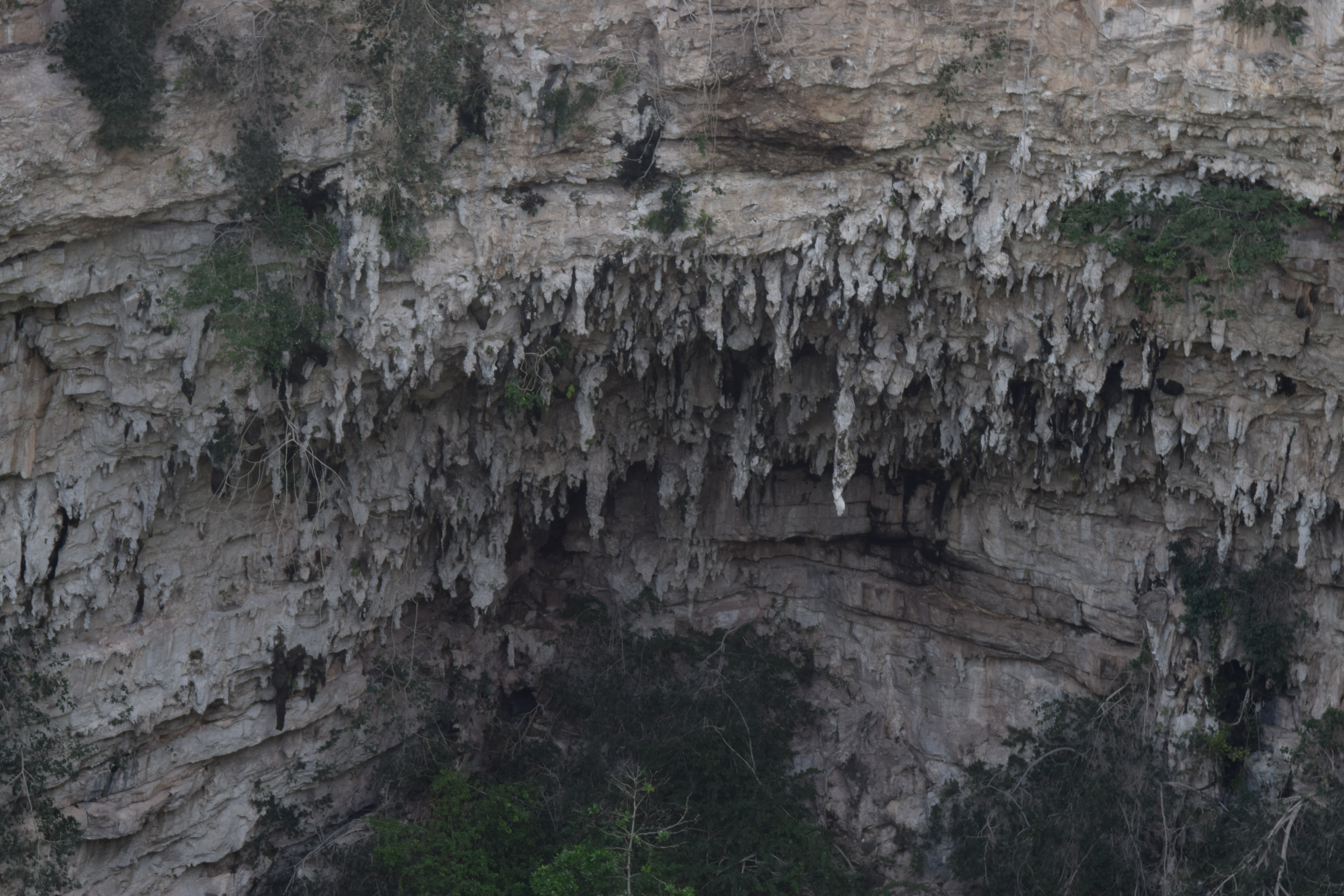
Fala
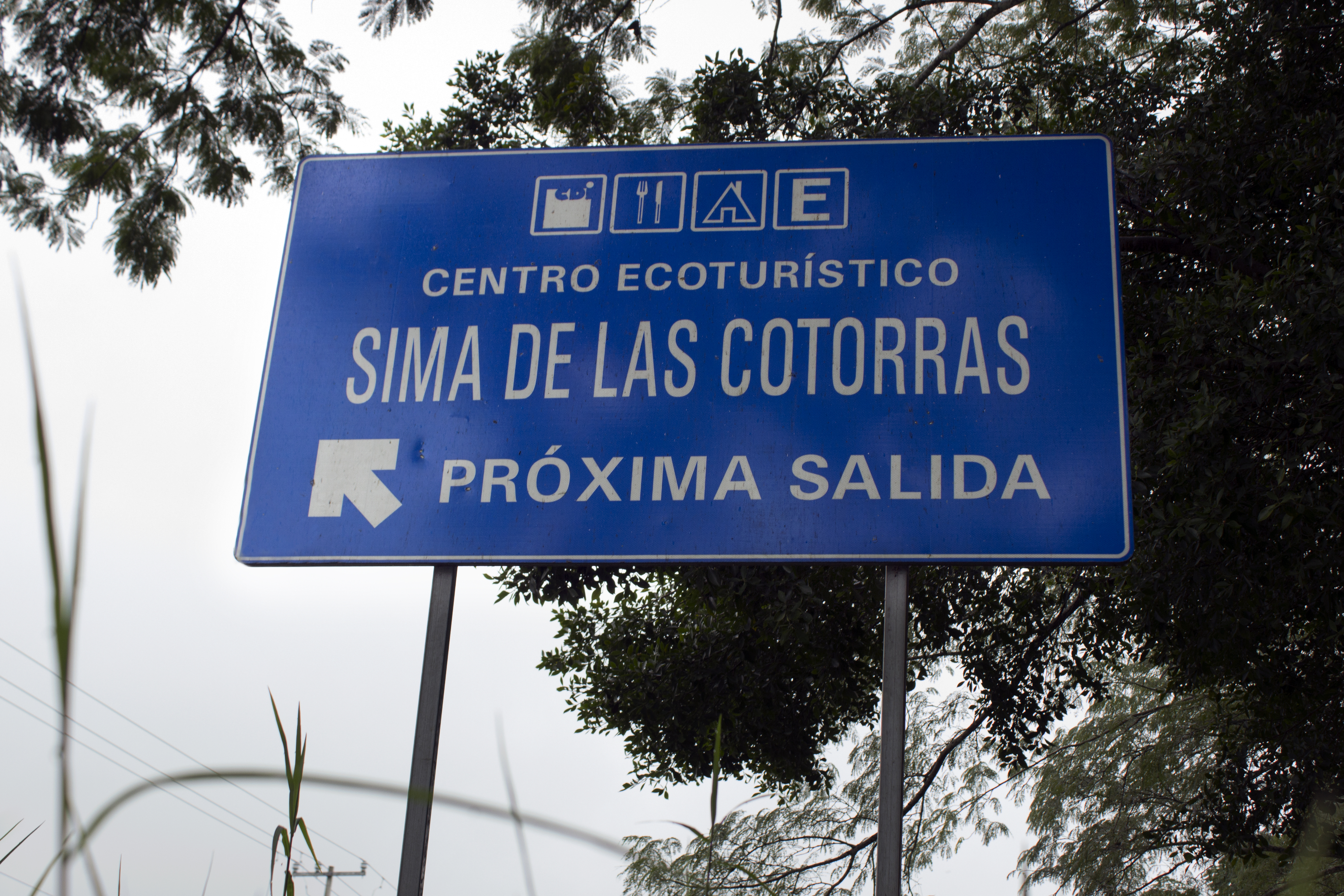
Tájékoztató tábla